# Монголія на літніх Олімпійських іграх 2012
Монголію на літніх Олімпійських іграх 2012 представляли 29 спортсменів у 7 видах спорту.

## Нагороди
| Медаль | Спортсмен                | Вид спорту | Дисциліна           | Дата   |
| ------ | ------------------------ | ---------- | ------------------- | ------ |
| Срібло | Найдангийн Түвшинбаяр    | Дзюдо      | Чоловіки, до 100 кг |        |
| Срібло | Нямбаярин Тегсцогт       | Бокс       | Чоловіки, 52 кг     |        |
| Бронза | Сайнжаргалин Ням-Очир    | Дзюдо      | Чоловіки, 73 кг     | 30 Лип |
| Бронза | Соронзонболдин Батцецег  | Боротьба   | Жінки, до 63 кг     |        |
| Бронза | Уранчимегійн Менх-Ердене | Бокс       | Чоловіки, до 64 кг  |        |